# Ачилов, Адхам Уткурович
Адхам Ачилов (р. 7 апреля 1976) — узбекский борец вольного стиля, чемпион Азии, призёр чемпионатов мира.

## Биография
Родился в 1976 году в Ташкенте. В 1995 году завоевал серебряную медаль Центральноазиатских игр. В 1996 году стал чемпионом Азии и завоевал серебряную медаль кубка мира, но на Олимпийских играх в Атланте занял лишь 7-е место. В 1999 году стал серебряным призёром чемпионата мира, и бронзовым — чемпионата Азии. В 2000 году опять стал бронзовым призёром чемпионата Азии, а на Олимпийских играх в Сиднее занял 8-е место. В 2001 году завоевал серебряную медаль кубка мира. В 2004 году стал чемпионом Азии. В 2005 году завоевал бронзовую медаль кубка мира. В 2007 году стал обладателем серебряной медали кубка мира, и бронзовой медали чемпионата мира среди военных. В 2008 году выиграл чемпионат мира среди военных.

## Награды и звания
- Медаль «Шухрат» (1996)[1]
- Заслуженный спортсмен республики Узбекистан (2000)[2]